# Ivan Efremov (haltérophilie)
Pour les articles homonymes, voir Efremov.
Cet article concerne un haltérophile ouzbek. Pour le paléontologue, géologue et écrivain de science-fiction soviétique, voir Ivan Efremov.
Ivan Efremov, né le 9 mars 1986 dans la province de Tachkent, est un haltérophile ouzbek. Il concourt dans la catégorie des moins de 105 kg.
Initialement cinquième aux Jeux olympiques d'été de 2012 à Londres, il remporte a posteriori la médaille de bronze après la disqualification de l'Ukrainien Oleksiy Torokhtiy et de l'Ouzbek Ruslan Nurudinov.